# 徐建寅
徐 建寅（じょ けんいん、Xu Jianyin、1845年 - 1901年）は、清末の技術者。字は「仲虎」。

## 経歴
1845年、江蘇省無錫生まれ。父の徐寿は科学者であり、その影響を受けて育つ。はじめは、父も勤務していた江南機器製造総局で李善蘭、華蘅芳らと西洋の自然科学書の翻訳にあたった。後に清朝初期の西洋式兵器廠である北洋機器局、山東機器局に勤務した。1878年、駐独公使館の参事となり、イギリス・フランスを視察。1886年から金陵機器局で銃の開発にあたり、後に福州船政局を経て、湖北槍炮廠の責任者に任命された。1901年、火薬の試作をしているときに爆発事故が起こり、死去。

## 家族・親族
- 父：徐寿は科学者。
- 兄：徐大呂
- 弟：徐華封も科学者。
- 妹：徐萱は、居正の次男・居浩然に嫁いだ。

## 著作
- 『造船全書』
- 『兵法新書』